# Выпускной коллектор
Выпускной коллектор — часть навесного оборудования двигателя внутреннего сгорания. Выпускной коллектор предназначен для сбора выхлопных газов из нескольких цилиндров в одну трубу.

## Теория
В основном выпускные коллекторы изготавливаются из чугуна. С одной стороны коллектор крепится непосредственно к двигателю внутреннего сгорания, с другой — к катализатору или, если катализатор не установлен, к выхлопной трубе. В связи со специфичностью расположения коллектора он работает в достаточно экстремальных условиях. Температура выхлопных газов достигает нескольких сотен градусов. Таким образом, после глушения двигателя происходит достаточно быстрое охлаждение с последующим неминуемым выпадом конденсата. Как результат, основная проблема коллектора — быстрое появление ржавчины.
Дополнительно к своей основной функции — удаление выхлопных газов из камеры сгорания, выпускной коллектор помогает в продуве камеры сгорания и её наполнении. Это происходит в результате резонирующих волн выхлопа. Во время открытия выпускного клапана, в камере сгорания газ находится под давлением, тогда как в коллекторе давление нормальное. Сразу после открытия выпускного клапана из-за разницы давлений создаётся волна. Отражаясь от ближайшего препятствия (которым в обычных автомобилях является резонатор или катализатор), она идёт обратно к цилиндру и, в некотором диапазоне оборотов (как правило, средних), подходит к цилиндру ко времени очередного такта выпуска, «помогая» следующей порции отработанных газов покидать цилиндр.
Стоячие волны (резонанс) возникают в трубе в достаточно широком диапазоне оборотов, так как волна распространяется не со скоростью звука, а со скоростью выхода из цилиндра, соответственно чем больше обороты двигателя, тем быстрее выходят газы из цилиндра, тем быстрее движется и возвращается волна, и как раз успевает вернуться к более короткому (по времени, для больших оборотов) очередному циклу.
Для создания одинаковых и благоприятных условий работы (выпуска) каждого цилиндра, выпускные трубы должны быть, во первых, персональны для каждого цилиндра (для разделения цилиндров и создания стоячих волн на определённых оборотах), и во-вторых, должны быть одинаковой длины, что и является причиной применения «паука» или «штанов» из труб.
На тракторных дизелях, в силу низкой номинальной частоты вращения (до 2000 об/мин), применяют общие коллекторы из чугуна.
Как правило, для избежания случайных ожогов, уменьшения пожарной опасности и повреждения других деталей от высокой температуры, в большинстве случаев коллектор (приёмные трубы) огораживают металлическим экраном.

## Спорт
В сфере автоспорта и автотюнинга данный элемент занимает важное место и ему уделяется много внимания. В сфере автотюнинга в России выпускной коллектор называют «паук», что обусловленно его внешним видом.
На некоторых гоночных автомобилях выпускной коллектор отсутствует вовсе — у каждого цилиндра установлена своя выхлопная труба чётко определённой длины, без катализатора и без глушителя.
Для тюнинга выпускается множество выпускных коллекторов с разными характеристиками заметно влияющими на работу двигателя. Выпускные коллекторы изготавливают из стали, чугуна, нержавеющей стали и титана. Выпускные коллекторы, изготовленные из нержавеющей стали, не поддаются коррозии вследствие воздействия высоких температур и отработанных газов. Из-за высоких температур внешняя часть выхлопного коллектора меняет цвет на синий. Выхлопные коллекторы из чугуна обладают высокой степенью теплоизоляции, поэтому в случае установки выхлопного коллектора из этого материала остальные части автомобиля менее подвержены влиянию высоких температур. Титановые коллекторы самые легкие, и зачастую устанавливаются в гоночные автомобили. Выхлопные коллекторы из черного металла со временем разрушаются, поскольку этот материал сильно подвержен ржавлению и коррозии. Поэтому, как правило, их покрывают слоем керамики, термостойкой краски или хромируют. Большинство выпускных коллекторов выполнено из нержавеющей стали или керамики. Хотя коллекторы из керамики и получаются гораздо более лёгкими, но при сильном нагреве, с последующим охлаждением, они дают трещины, что моментально отражается на качестве выполняемой функции.